# Билингс (Мисури)
Билингс (енгл. Billings) град је у америчкој савезној држави Мисури.

## Демографија
По попису из 2010. године број становника је 1.035, што је 56 (-5,1%) становника мање него 2000. године.
| Група             | 2000.         | 2010.       |
| Белци             | 1.072 (98,3%) | 998 (96,4%) |
| Афроамериканци    | 4 (0,4%)      | 3 (0,3%)    |
| Азијати           | 0 (0,0%)      | 2 (0,2%)    |
| Хиспаноамериканци | 1 (0,1%)      | 10 (1,0%)   |
| Укупно            | 1.091         | 1.035       |